# هارپر، شهرستان پندلتن، ویرجینیای غربی
هارپر (به انگلیسی: Harper) یک منطقهٔ مسکونی در ایالات متحده آمریکا است که در شهرستان پندلتن، ویرجینیای غربی واقع شده‌است.